# Niels Egon Johansen
Niels Egon Johansen (født 9. november 1919 i Kalundborg, død 11. maj 1999 i Kalundborg) var en dansk hockeyspiller, der deltog på det danske landshold ved OL 1948 i London. Egon Johansen spillede for Kalundborg Hockeyklub og opnåede i alt 15 landskampe i perioden 1941-1953.
Ved OL i 1948 blev Danmark nummer 13 og sidst efter tre nederlag og et uafgjort resultat i den indledende pulje; dermed var Danmark elimineret fra turneringen. Egon Johansen spillede alle fire kampe uden at score.